# Hong Yun-sang
Hong Yun-sang (koreanisch 홍윤상; hanja 洪胤相; * 19. März 2002 in Jeju) ist ein südkoreanischer Fußballspieler.

## Karriere

### Verein
Hong begann seine Karriere bei den Pohang Steelers. Im Januar 2021 wechselte er leihweise für eineinhalb Jahre nach Deutschland in die Jugend des VfL Wolfsburg. Zur Saison 2021/22 wurde Hong an den österreichischen Zweitligisten SKN St. Pölten verliehen, der zuvor eine Kooperation mit Wolfsburg eingegangen war. Kurz darauf wurde er von Wolfsburg auch fest aus Pohang verpflichtet.
Sein Debüt für den SKN in der 2. Liga gab er im Juli 2021, als er am zweiten Spieltag jener Saison gegen den FC Liefering in der Startelf stand. Für St. Pölten kam er bis zum Ende der Leihe zu 14 Zweitligaeinsätzen, in denen er drei Tore erzielte. Zur Saison 2022/23 wurde er dann an die viertklassige Reserve des 1. FC Nürnberg weiterverliehen.

### Nationalmannschaft
Hong nahm 2018 mit der südkoreanischen U-16-Auswahl an der Asienmeisterschaft teil, bei der das Team das Halbfinale erreichte. Durch die Halbfinalteilnahme durfte die U-17-Mannschaft an der WM im darauffolgenden Jahr teilnehmen. Für diese wurde Hong ebenfalls nominiert, während des Turniers kam er zu einem Kurzeinsatz. Südkorea schied im Viertelfinale aus.